# Краснополье (Калмыкия)
Краснопо́лье (нем. Schönfeld — красивое поле) — село в Яшалтинском районе Калмыкии, в составе Березовского сельского муниципального образования.
Население — 453 человек (2010)

## История
Основано в 1920-е немецкими крестьянами как село Шёнфельд. В 1930 году на базе трех сел — Березовского, Нем-Хагинки и Шенфельда организовали колхоз имени К. Маркса. В 1934 году жители сёл Березовское и Шёнфельд организовали новый колхоз имени Тельмана. В 1941 году из него выделился колхоз «Третья пятилетка» (на базе села Берёзовского).
Сельсовет — c 1936 года.
28 августа 1941 года был издан Указ Президиума Верховного Совета СССР «О переселении немцев, проживающих в районах Поволжья». По состоянию на 20 октября 1941 г. в селе на учёт было взято 845 немцев, выселенных к концу 1941 года в различные районы Казахской ССР. В 1951 году вновь произошло слияние колхозов имени Тельмана и Третьей пятилетки и возник колхоз «Заветы Ильича».
Летом 1942 года Шёнфельд, как и другие населённые пункты района, был кратковременно оккупирован немецко-фашистскими захватчиками (Село освобождено в январе 1943 года). 28 декабря 1943 года были депортированы уже калмыки, Калмыцкая АССР была ликвидирована. Село, как и другие населённые пункты Яшалтинского улуса Калмыцкой АССР, было передано в состав Ростовской области, переименовано в Краснополье (Возвращено в состав Калмыкии в 1957 году).
Немецкое население было реабилитировано лишь в 1964 году, ограничения по перемещению были сняты только в 1974 году. К этому времени их уже никто не ждал. В 1990-е большинство немцев эмигрировало в ФРГ.

## Физико-географическая характеристика
Село расположено в центральной части Яшалтинского района, в пределах Ставропольской возвышенности, на высоте 75 м над уровнем моря. Рельеф местности равнинный. В окрестностях села распространены чернозёмы маломощные малогумусные и темнокаштановые почвы различного гранулометрического состава.
По автомобильной дороге расстояние до столицы Калмыкии города Элиста составляет 210 км, до районного центра села Яшалта — 20 км, до административного центра сельского поселения села Березовское — 11 км.
Согласно классификации климатов Кёппена-Гейгера посёлок находится в зоне континентального климата с относительно холодной зимой и жарким летом (Dfa). Среднегодовая норма осадков — 435 мм, наибольшее количество осадков выпадает в июне — 53 мм, наименьшее в феврале и марте — по 26 мм.
Часовой пояс
Село Краснополье, как и вся Республика Калмыкия, находится в часовой зоне МСК (московское время). Смещение применяемого времени относительно UTC составляет +3:00.

## Население
Динамика численности населения по годам:
| 1936 | 1941 |
| ---- | ---- |
| 598  | 845  |

| 2002 | 2010 |
| ---- | ---- |
| 376  | ↗453 |

Национальный состав
Согласно результатам переписи 2002 года большинство населения составляли русские (40 %)
| Национальность | Численность | Процент |
| -------------- | ----------- | ------- |
| Русские        | 156         | 40,63%  |
| Турки          | 83          | 21,61%  |
| Немцы          | 66          | 17,19%  |
| Курды          | 41          | 10,68%  |
| Аварцы         | 14          | 3,65%   |
| Калмыки        | 8           | 2,08%   |
| Молдаване      | 6           | 1,56%   |
| Даргинцы       | 5           | 1,3%    |
| Белорусы       | 4           | 1,04%   |
| Украинцы       | 4           | 1,04%   |
| Осетины        | 3           | 0,78%   |
| Всего          | 384         | 100%    |

## Социальная инфраструктура
В селе расположены несколько магазинов, сельский клуб и библиотека. Медицинское обслуживание жителей села обеспечивают фельдшерско-акушерский пункт и Яшалтинская центральная районная больница. Ближайшее отделение скорой медицинской помощи расположено в селе Яшалта. Среднее образование жители села получают в Краснопольской основной общеобразовательной школе и Березовской средней общеобразовательной школе